# Vallelado
Vallelado és un municipi de la província de Segòvia, a la comunitat autònoma de Castella i Lleó. Limita amb Cuéllar, San Cristóbal de Cuéllar, Mata de Cuéllar i Chañe a la província de Segòvia, i amb San Miguel del Arroyo de la província de Valladolid. Pertany a la Comunidad de Villa y Tierra de Cuéllar.

## Administració
| Període      | Nom de l'alcalde/-essa      | Partit polític                            | Data de possessió |
| ------------ | --------------------------- | ----------------------------------------- | ----------------- |
| 1979 - 1983  |                             |                                           | 19/04/1979        |
| 1983 - 1987  |                             |                                           | 28/05/1983        |
| 1987 - 1991  |                             |                                           | 30/06/1987        |
| 1991 - 1995  |                             |                                           | 15/06/1991        |
| 1995 - 1999  |                             |                                           | 17/06/1995        |
| 1999 - 2003  |                             |                                           | 03/07/1999        |
| 2003 - 2007  | José Luis Garrido Magdaleno | AIVA (Agrupación Independiente Vallelado) | 14/06/2003        |
| 2007 - 2011  | José Luis Garrido Magdaleno | PP                                        | 16/06/2007        |
| 2011 - 2015  | n/d                         | n/d                                       | 11/06/2011        |
| 2015 - 2019  | n/d                         | n/d                                       | 13/06/2015        |
| 2019 - 2023  | n/d                         | n/d                                       | 15/06/2019        |
| Des del 2023 | n/d                         | n/d                                       | 17/06/2023        |